# Cleora repulsaria
Cleora repulsaria är en fjärilsart som beskrevs av Walker 1860. Cleora repulsaria ingår i släktet Cleora och familjen mätare. Inga underarter finns listade i Catalogue of Life.